# Pterostylis hians
Pterostylis hians är en orkidéart som beskrevs av David Lloyd Jones. Pterostylis hians ingår i släktet Pterostylis och familjen orkidéer.
Artens utbredningsområde är New South Wales. Inga underarter finns listade i Catalogue of Life.